# Любимое моё время
«Любимое моё время» — советский полнометражный мультипликационный фильм по рисункам А. С. Пушкина режиссёра Андрея Хржановского, в который вошли все три картины пушкинской трилогии режиссёра: «Я к вам лечу воспоминаньем» (1977), «И с вами снова я…» (1980) и «Осень» (1982).
За эту трилогию Андрей Хржановский в 1986 году награждён Государственной премией РСФСР. 
Мультфильмы, также как и весь этот сборник, сделаны посредством рисованной и перекладочной мультипликации.
В 2011 году в качестве ретроспективы был отобран на московском международном Большом Фестивале Мультфильмов.

## Сюжет
Своеобразное поэтическое произведение мультипликационного искусства, цель которого познакомить с творчеством Александра Сергеевича Пушкина.

## Создатели
| Автор сценария и кинорежиссёр                          | Андрей Хржановский |
| Композитор                                             | Альфред Шнитке |
| Художник-мультипликатор                                | Юрий Норштейн |
| Художники-постановщики                                 | Юрий Батанин, Владимир Янкилевский, Гелий Аркадьев                                                                     |
| Кинооператоры                                          | Игорь Скидан-Босин, Валерий Струков                                                                                    |
| Звукооператор                                          | Владимир Кутузов |
| Художники-мультипликаторы                              | Эльвира Авакян, Лидия Маятникова, Юрий Батанин, Владимир Пальчиков, Александр Горленко, М. Пашкевич, Елена Малашенкова |
| Стихи и прозу А. С. Пушкина читают                     | Сергей Юрский и Иннокентий Смоктуновский                                                                               |
| Народная музыка в исполнении ансамбля под руководством | Дмитрия Покровского |
| Монтажёры                                              | Надежда Трещёва, Любовь Георгиева                                                                                      |
| Редактор                                               | Раиса Фричинская |
| Директор съёмочной группы                              | Р. Соколова |
| В работе над фильмом принимали участие                 | Любовь Бутырина, Светлана Кощеева, Раиса Макарова, Зоя Монетова, В. Непомнящий, Григорий Хмара                         |
| Научный консультант доктор филологических наук         | Уран Гуральник |

Студия благодарит сотрудников Государственного музея А. С. Пушкина, Института русской литературы, музеев-заповедников в Михайловском, Тригорском, селе Большое Болдино и музея-квартиры А. С. Пушкина за помощь в работе.